# Agnosticismo fuerte
El agnosticismo fuerte, también llamado agnosticismo positivo o estricto, es la postura que afirma que es imposible conocer la existencia de un Dios o dioses. Los agnósticos fuertes a menudo también argumentan que todo lo relacionado con la metafísica está más allá del alcance de las certidumbres del conocimiento. El agnosticismo fuerte se diferencia así del agnosticismo débil que cree que sí es posible alcanzar ese conocimiento, solo que la humanidad aún no lo ha logrado.
El agnosticismo fuerte habitualmente se justifica en los campos epistemológicos con el argumento de que los humanos solo pueden experimentar el mundo natural y por lo tanto no pueden saber acerca de lo que existe fuera de éste, incluyendo deidades. Una crítica es que esta justificación solo es válida si las deidades son vistas exclusivamente como seres sobrenaturales, pero para apoyar esta perspectiva uno debe tener al menos algo de conocimiento acerca de la naturaleza de las deidades. La respuesta agnóstica es que, ya que el mundo natural puede ser explicado por la ciencia, las deidades por definición deben ser sobrenaturales.